# Rupert Hollaus

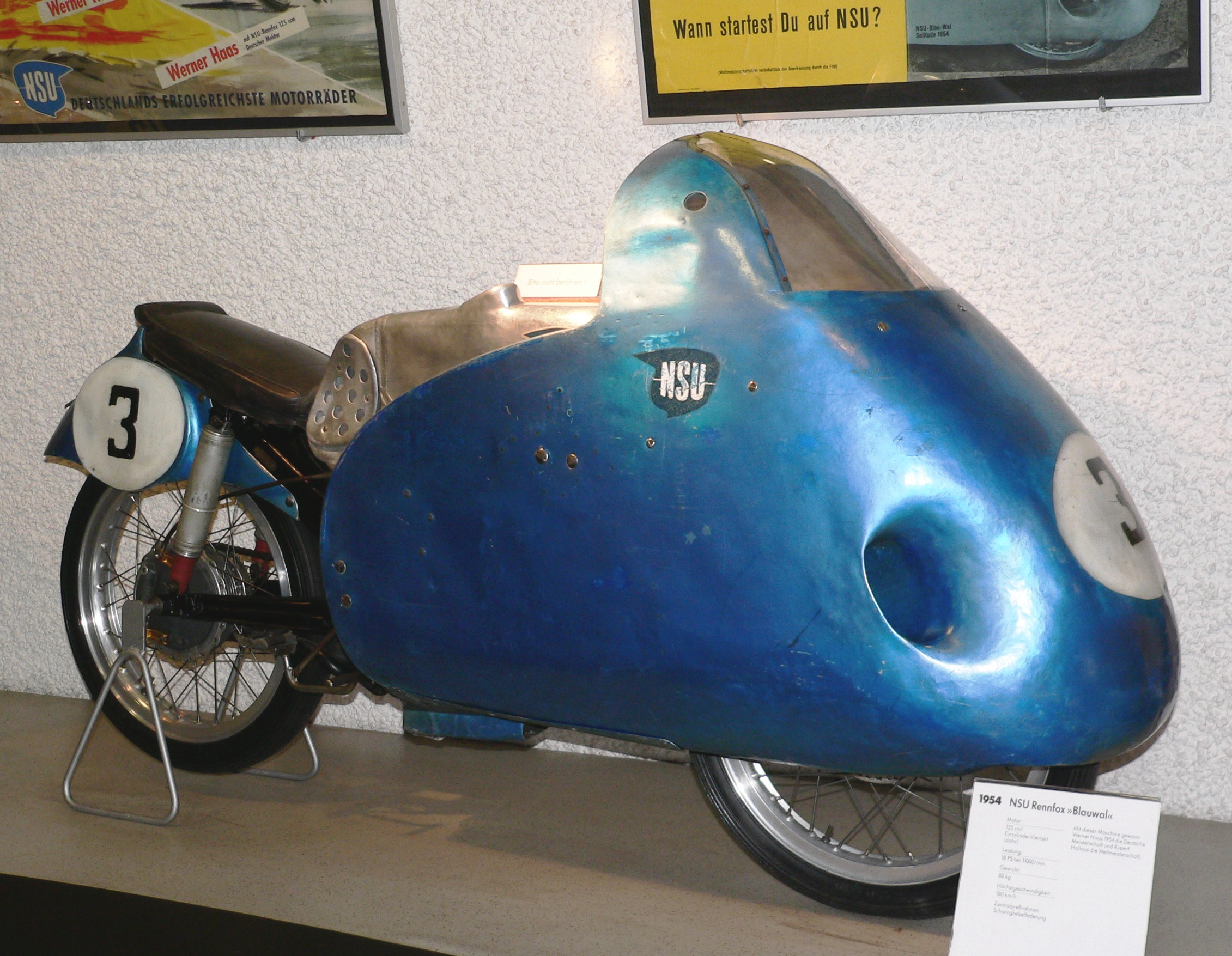
NSU Rennfox 125cc av 1954 års modell, kallad "Blåvalen".

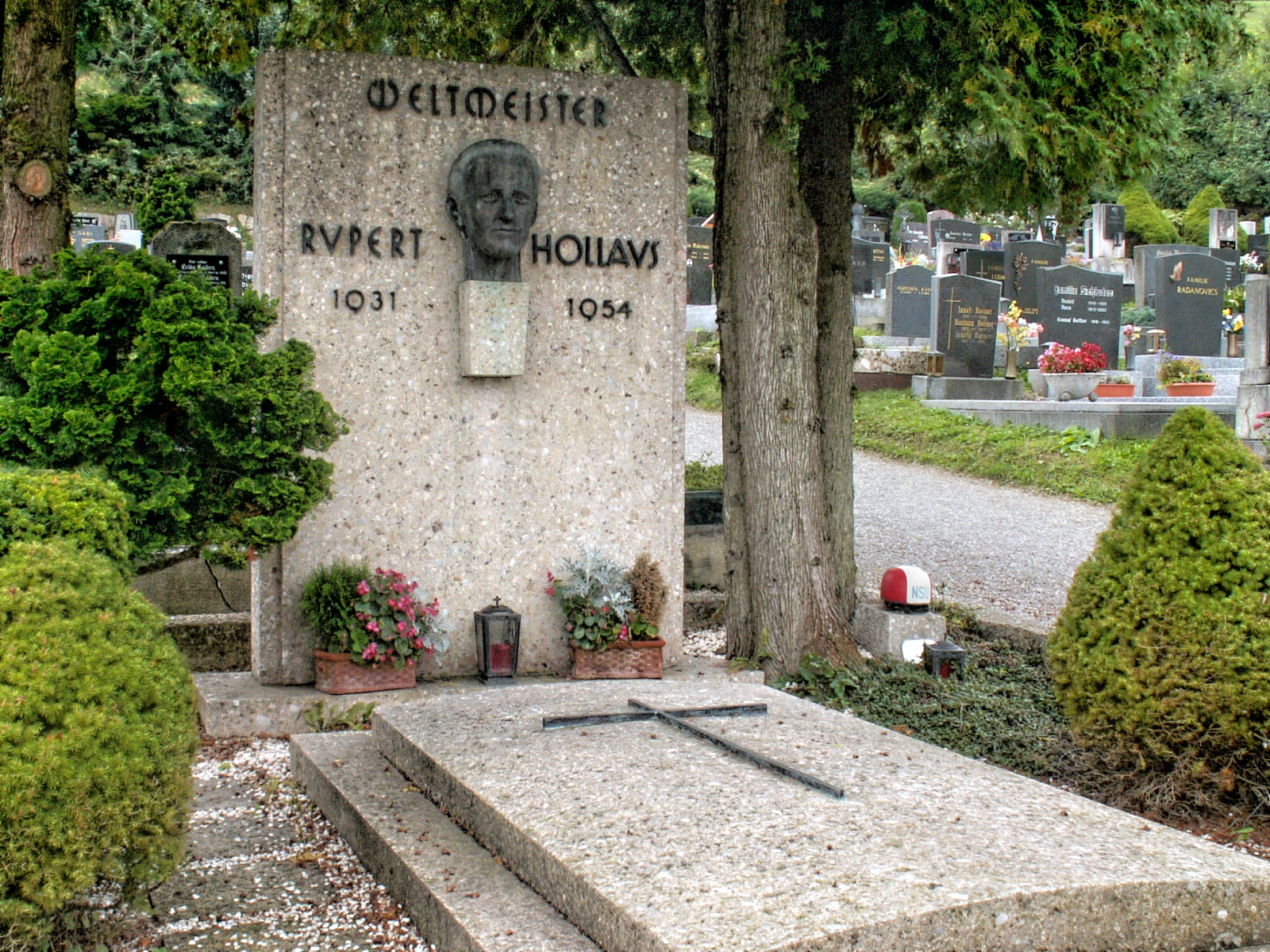
Rupert Hollaus grav

Rupert Hollaus, född 4 september 1931 i Traisen, Österrike, död 11 september 1954 i Monza, Italien, var en österrikisk roadracingförare. Han blev världsmästare i 125GP 1954 samma år som han förolyckades i en krasch på Monzabanan. Hollaus blev därmed den förste postume världsmästaren inom roadracing.

## Tävlingskarriär
Hollaus började tävla i roadracing vid 18 års ålder. Säsongen 1953 tävlade han i Europa med stor framgång. Det ledde till att NSU skrev kontrakt med Hollaus att som fabriksförare i Roadracing-VM 1954 framföra en NSU Rennmax i 250cc och en NSU Rennfox i 125cc. Han kom trea i debuten i 250cc i Frankrike. Därefter kom debuten i Tourist Trophy på Isle of Man som gick mycket bra. Hollaus kom tvåa i 250cc efter stallkamraten Werner Haas och vann 125cc efter en hård kamp med Carlo Ubbiali på MV Agusta. Hollaus vann även de tre följande deltävlingarna i 125cc och var därmed klar världsmästare trots att två deltävlingar återstod. I 250cc placerade sig Hollaus som tvåa efter Haas i tre Grand Prix innan han vann Schweiz Grand Prix. Det skulle räcka till en andraplats i VM.
På lördagsträningen den 11 september inför Nationernas Grand Prix på Monzabanan störtade Hollaus i andra Lesmokurvan och ådrog sig så svåra skallskador att han avled på sjukhuset i Monza vid femtiden på eftermiddagen. För att hedra Hollaus kördes det första varvet i 125cc-loppet i konvoj i låg fart. Han begravdes vid en välbesökt statsbegravning i hemstaden Traisen. Det var den första statsbegravningen i Österrike för en motorcykelryttare.

## Segrar 250GP
| Nr | Grand Prix | År   |
| -- | ---------- | ---- |
| 1  | Schweiz    | 1954 |

## Segrar 125GP
| Nr | Grand Prix   | År   |
| -- | ------------ | ---- |
| 1  | Isle of Man  | 1954 |
| 2  | Nordirland   | 1954 |
| 3  | Holland      | 1954 |
| 4  | Västtyskland | 1954 |